# كارلوس مورتنسن
كارلوس مورتنسن (بالإسبانية: Carlos Mortensen)‏ (و. 1972  م) هو لاعب بوكر من إسبانيا، وكولومبيا، ولد في أمباتو.